# Aleksandra Briede
Aleksandra Janowna Briede, geboren Aleksandra Kalnina, (russisch Александра Яновна Бриеде; * 12. Julijul. / 25. Juli 1901greg. in Libau; † 14. November 1992 in Riga) war eine russisch-lettisch-sowjetische Bildhauerin.

## Leben
Aleksandra Kalnina besuchte das Staatliche Realgymnasium Libau (Abschluss 1923) und die Lettische Kunstschule Riga. 1923 begann sie das Bildhauerei-Studium an der Kunstakademie Lettlands bei Burkards Dzenis. Zum Abschluss ihres Studiums 1931 fertigte sie als Diplomarbeit bei Konstantīns Rončevskis die Komposition Elegie an. Ab 1929 stellte sie ihre Arbeiten auf Ausstellungen aus.
1937 fertigte Aleksandra Kalnina das Grabdenkmal für den Organisten Pēteris Pauls Jozuus auf dem Rigaer Waldfriedhof an. 1939 schuf sie die Granit-Skulptur Daina, die am Ufer der Düna aufgestellt wurde. Nach der Anlage des Pļaviņas-Stausees stand die Skulptur lange im Wasser, so dass sie 1980 in einen Park in Segewold versetzt wurde. In der Nähe des ursprünglichen Ortes steht eine Kopie.
1944 wurde Aleksandra Kalnina in den Künstlerverband der Lettischen SSR aufgenommen. 1945 heiratete sie den Bildhauer Jānis Briedis (1902–1953). Sie schuf zusammen mit ihm Bronze-Büsten von Stalin und Lenin (1951). Ihre Lenin-Büsten wurden in den 1960er Jahren in Riga-Strand, Illuxt, Ruhenthal und Neubad aufgestellt. Sie schuf das Rainis-Denkmal (1956) und den Grabstein ihres Mannes (1959).
1958 wurde Aleksandra Briede Korrespondierendes Mitglied der Akademie der Künste der UdSSR. Sie führte mehrere Einzelausstellungen in Riga, Moskau und Berlin durch. Sie hat auch kleine Kompositionen mit Kindern für die Porzellanfabrik in Riga gestaltet.

## Ehrungen, Preise
- Volkskünstlerin der Lettischen SSR (1955)
- Leninorden (1956) für die Skulptur Lenins Träume
- Staatspreis der Lettischen SSR (1970)
- Volkskünstlerin der UdSSR (1972)
- Ehrenzeichen der Sowjetunion
- Orden der Oktoberrevolution (1986)

## Werke

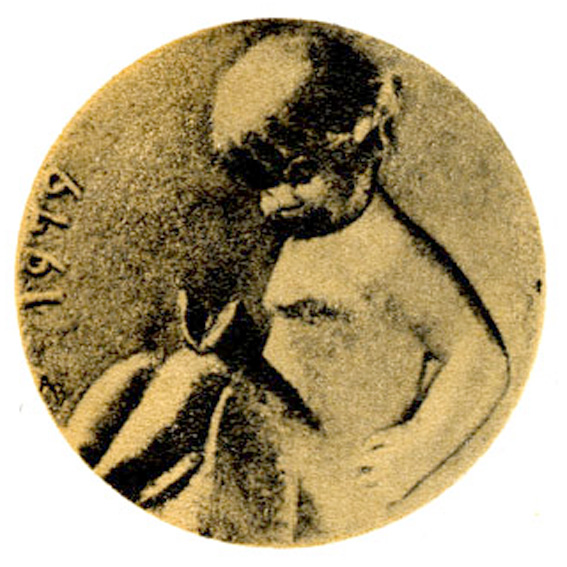
Bronze-Medaille zum Internationalen Jahr des Kindes (1979)